# داينستي واريورز 2
داينستي واريورز 2 (بالإنجليزية: Dynasty Warriors 2)‏ هي لعبة فيديو من نوع تقطيع وذبح، صدرت في 3 أغسطس 2000 في اليابان وهي متوفرة على أجهزة بلاي ستيشن 2 وعلى شبكة البلاي ستيشن نيتورك. اللعبة من تطوير تيكمو كوي ومن نشر كويي.